# Eddie Hall
Eddie Hall, właśc. Edward Stephen Hall (ur. 15 stycznia 1988 w Newcastle-under-Lyme) – angielski strongman, osobowość medialna i obecny zawodnik mieszanych sztuk walki (MMA). Najbardziej znany jest z ustanowienia światowego rekordu w martwym ciągu, podnosząc ciężar o wadze 500 kg. Zwycięzca Mistrzostw Świata Strongman w 2017 roku.
Wielokrotny zwycięzca zawodów krajowych, takich jak England’s Strongest Man, Britain’s Strongest Man i UK’s Strongest Man. Prowadził własny serial telewizyjny Eddie Eats America (2018) i wystąpił w serialu History Channel The Strongest Man in History (2019). Swoją pierwszą rolę aktorską zagrał jako statysta w filmie akcji Niezniszczalni 4.

## Wczesne życie
Edward Stephen Hall urodził się w Newcastle-under-Lyme 15 stycznia 1988 roku. Jako nastolatek był odnoszącym sukcesy pływakiem w swojej grupie wiekowej; brał udział w zawodach pływackich UK Nationals w 2001 roku, zdobywając cztery złote medale i jeden srebrny, a także ustanawiając dwa brytyjskie rekordy. Uczęszczał do szkoły Clayton Hall Academy, ale został z niej wyrzucony w wieku 15 lat, w związku z czym zaczął uczyć się w domu. W wieku 16 lat rozpoczął staż jako technik w lokalnej fabryce DAF Trucks w Stoke-on-Trent. Po ukończeniu stażu w 2008 roku zaczął pracować jako mechanik i technik w fabryce Robert Wiseman Dairies w Market Drayton do 2016 roku.

## Lista walk w MMA
| Wynik   | Bilans | Przeciwnik (bilans przed walką)  | Rozstrzygnięcie                  | Runda | Czas | Rozgrywki                              | Data       | Miejsce | Uwagi                                                                                                |
| ------- | ------ | -------------------------------- | -------------------------------- | ----- | ---- | -------------------------------------- | ---------- | ------- | --- |
| Wygrana | 1-0    | Mariusz Pudzianowski (17-9. 1NC) | TKO (ciosy pięściami w parterze) | 1     | 0:30 | XTB KSW 105: Bartosiński vs. Grzebyk 2 | 26.04.2025 | Gliwice | Debiut w MMA. Pojedynek w wadze superciężkiej. Specjalne zasady – 2 rundy po 4 minuty. Co-Main Event |

## Lista walk w boksie wystawowym
| Wynik     | Bilans | Przeciwnik (bilans przed walką) | Rozstrzygnięcie | Runda, czas | Data       | Miejsce | Uwagi           |
| --------- | ------ | ------------------------------- | --------------- | ----------- | ---------- | ------- | --------------- |
| Przegrana | 0-1    | Hafþór Júlíus Björnsson (1-0-2) | UD              | 6           | 19.03.2022 | Dubaj   | Debiut w boksie |